# 林驛騰
林驛騰（1992年1月4日—），原名林家慶，是一名台灣前棒球選手，阿美族人，曾效力於中華職棒味全龍隊，守備位置為外野手。

## 早年
生於臺東縣，小學時多次代表中華隊出戰小馬聯盟少棒賽，2010年，入選第二十四屆世界青棒錦標賽，並在冠軍賽對戰澳洲隊於五局下擊出逆轉的三分全壘打，是中華隊獲得冠軍的重要功臣。

## 職棒生涯

### 美國職棒時期
世界青棒錦標賽後，因為在比賽中擊出關鍵的全壘打，因而獲得美國職棒球探的關注，並於2010年8月4日和克里夫蘭印地安人簽約，將赴美發展。
旅美的第一個球季，因球團認為他可以練就左右開弓，加上小學時即以右打者身分出賽，直到進入西苑高中時才被教練要求改為左打者，因此在美國職棒期間便以左右開弓的身分出賽。
2013年3月，於開季前遭到印地安人隊釋出，結束旅美生涯。

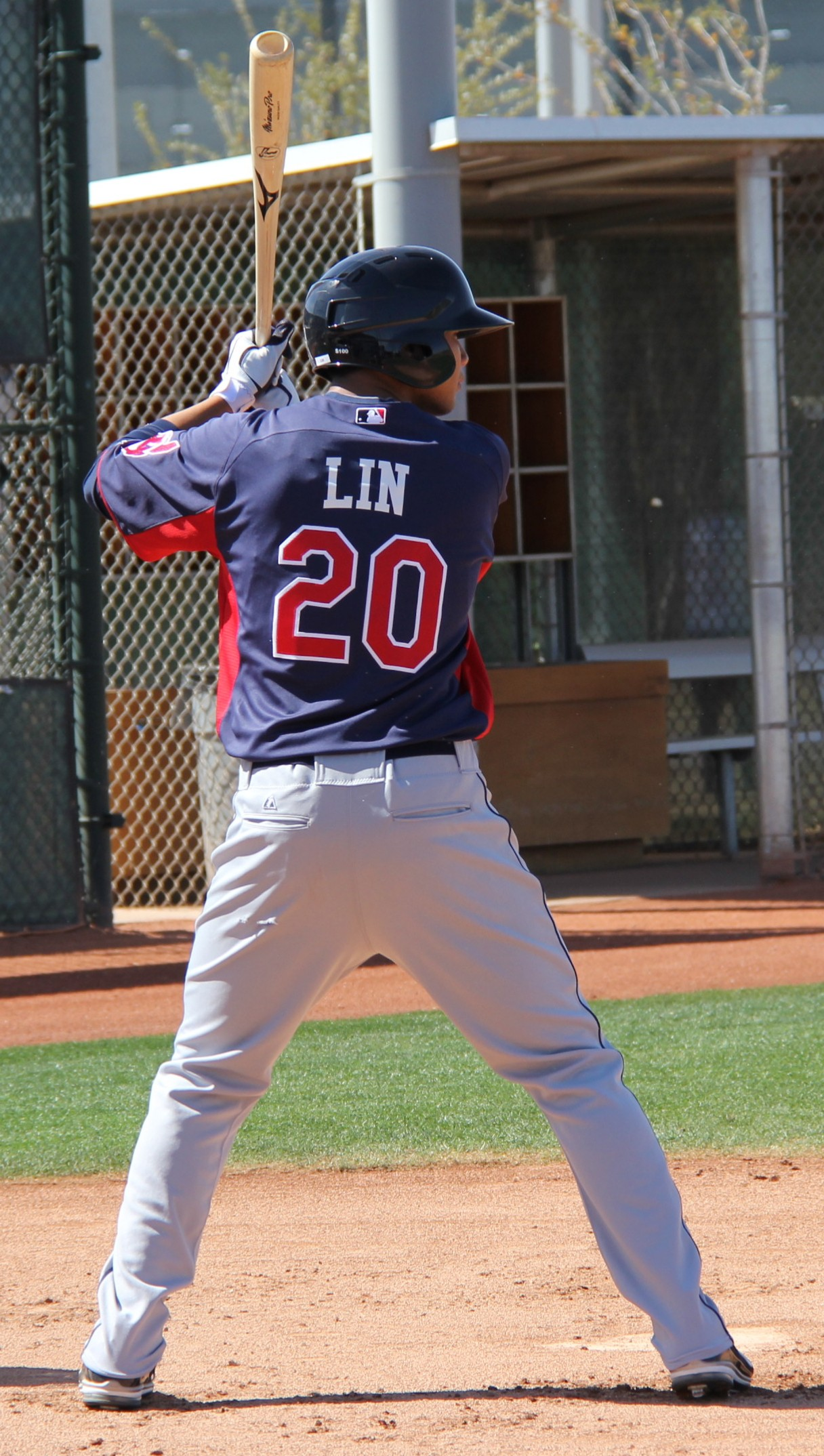
2012年於克里夫蘭印地安人隊春訓時期，以左打者身分上場打擊

### 台灣業餘成棒
被釋出後，隨即加盟崇越隼鷹棒球隊，2015年加入國訓中心，完成替代役的兵役，並報名參加2016年中華職棒選秀會，成為該次選秀會唯一一位具備旅外資歷的選手，不過並未獲任何一支球隊青睞。
職棒選秀落選後，便加入台北市成棒隊，並在2017年再度報名中華職棒選秀會，不過再度落選。
2019年，連續三次報名選秀會都落選的林家慶，將名字改為林驛騰，且因為該年加入了重新組隊的味全龍，終於獲得龍隊的指名，以第24輪第28指名加入職棒，也終於能進入中華職棒打球。

### 中華職棒時期
2020年，因味全龍為新球隊因此只能在二軍出賽，林驛騰在二軍成績出賽21場比賽，只有8支安打，打擊率0.258，2021年，季初原本將固定採用右打，後來在季中還是決定改回左右開弓，並在2021年4月24日首次於一軍出賽，5月1日於6局下面對樂天桃猿隊投手蘇俊璋於滿壘時上場打擊，結果擊出全壘打，同時這也是他的生涯首支安打，成為中華職棒史上第3位生涯首支安打即為滿貫全壘打的打者。
2022年，因為右手肘受傷因此做了TJ手術，整季也因此報銷，季末未被放入球團的60人名單，等同遭到釋出，職棒生涯暫時結束。

## 職棒生涯成績
| 年度 | 球隊   | 出賽 | 打數 | 安打 | 全壘打 | 打點 | 盜壘 | 四死 | 三振 | 壘打數 | 雙殺打 | 打擊率 | 上壘率 | 長打率 | OPS   |
| ---- | ------ | ---- | ---- | ---- | ------ | ---- | ---- | ---- | ---- | ------ | ------ | ------ | ------ | ------ | ----- |
| 2021 | 味全龍 | 21   | 71   | 16   | 2      | 10   | 0    | 6    | 21   | 26     | 0      | 0.225  | 0.282  | 0.366  | 0.648 |
| 合計 | 1年    | 21   | 71   | 16   | 2      | 10   | 0    | 6    | 21   | 26     | 0      | 0.225  | 0.282  | 0.366  | 0.648 |

## 外部連結
- 林驛騰在台灣棒球維基館上的頁面（繁體中文）
- 林驛騰在美國職棒官網（英语）
- 林驛騰在中華職棒官網
- 林驛騰在Baseball-Reference.com（小聯盟以及海外聯盟）（英语）
- 林驛騰在The Baseball Cube（英语）
- 林驛騰的Facebook專頁